# Herigonius (cráter)

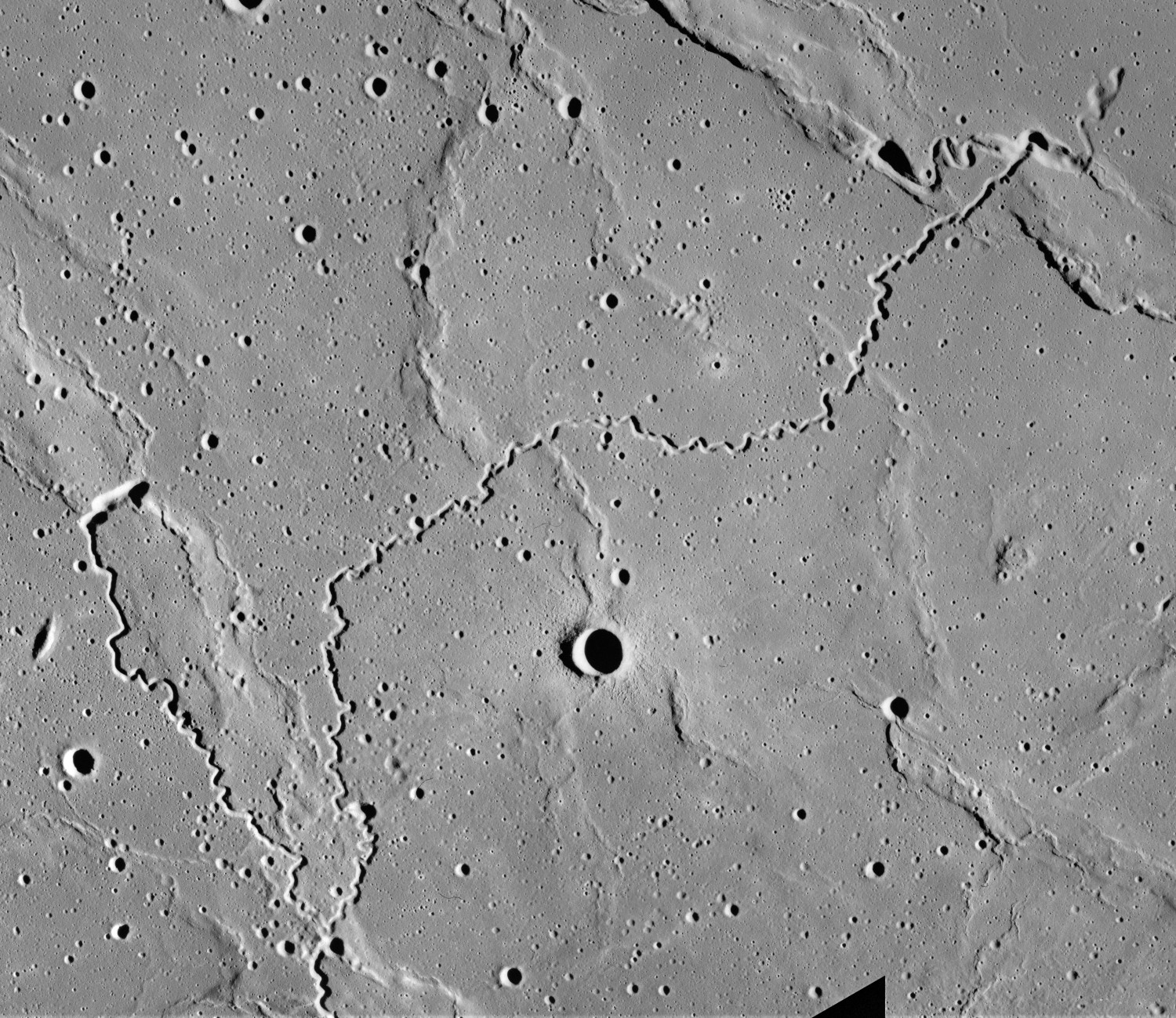
Gran parte de las Rimae Herigonius y el cráter Herigonius K (debajo-centro). Las rimae (grietas o cañones) se extienden hacia el sur fuera de la imagen.

Herigonius es un pequeño cráter de impacto lunar que se encuentra en la parte sur del Oceanus Procellarum, al noreste del cráter Gassendi. Herigonius es de forma circular, con una superficie irregular. El brocal presenta una protuberancia hacia su interior y una pared interna más estrecha a lo largo de su lado noreste. En el interior de las paredes interiores inclinadas se sitúa una plataforma interior de aproximadamente la mitad del diámetro del cráter.
Cerca de 60 kilómetros al oeste de Herigonius se halla un sistema de grietas sinuoso denominado Rimae Herigonius. Esta hendidura mide unos 100 kilómetros de longitud; con orientación predominantemente norte-sur, aunque se curva hacia el este en su extremo norte.

## Cráteres satélite
Por convención estos elementos se identifican en los mapas lunares colocando la letra en el lado del punto medio del cráter que está más cercano a Herigonius.
|            | \| Herigonius \| Coordenadas \| Diámetro \| \| ---------- \| ------------------------------ \| -------- \| \| E \| 13°48′S 35°36′O / -13.8, -35.6 \| 7 km \| \| F \| 15°30′S 35°00′O / -15.5, -35.0 \| 5 km \| \| G \| 15°18′S 32°24′O / -15.3, -32.4 \| 3 km \| \| H \| 17°00′S 33°12′O / -17.0, -33.2 \| 4 km \| \| K \| 12°48′S 36°24′O / -12.8, -36.4 \| 3 km \| |          |
| Herigonius | Coordenadas | Diámetro |
| E          | 13°48′S 35°36′O / -13.8, -35.6 | 7 km     |
| F          | 15°30′S 35°00′O / -15.5, -35.0 | 5 km     |
| G          | 15°18′S 32°24′O / -15.3, -32.4 | 3 km     |
| H          | 17°00′S 33°12′O / -17.0, -33.2 | 4 km     |
| K          | 12°48′S 36°24′O / -12.8, -36.4 | 3 km     |